# Латвийский театр кукол
Латвийский театр кукол (латыш. Latvijas Leļļu teātris) — профессиональный латвийский кукольный театр, основанный в 1944 году в Риге. До 1991 года носил название Государственный театр кукол Латвийской ССР. Находится на улице Кришьяня Барона, 16/18.

## История театра
В годы Второй мировой войны, в составе Государственного художественного ансамбля Латвийской ССР, совместными усилиями поэтов Ю. Ванага, М. Кемпе, Ф. Рокпелниса, художника А. Лапиньша, композитора Я. Озолиньша, актёров Х. Жигуре, М. Пуке, М. Янсоне была создана группа кукольников. Руководителем группы стал писатель Я. Жигурс.
Представления для эвакуированных из Латвии детей проходили на территории Российской Федерации, нередки были поездки в составе фронтовых бригад. С 1943 года творческие работники нового коллектива проходили профессиональное обучение в Московском театре кукол и в Центральном театре кукол С. В. Образцова.
Первое выступление на территории Латвии состоялось в 1944 году: 3 октября в Даугавпилсе, 7 ноября — в Риге. Начиная с 1946 года в театре работает также русская труппа.
В сегодняшнем репертуаре театра более тридцати спектаклей, которые включают помимо мировой и латышской классики произведения современных авторов. Театр принимает участие в разнообразных фестивалях, гастроли проходят в странах бывшего СССР, Болгарии, США, Канаде и др. Главный администратор кукольного театра — Вилнис Бекерис, главный режиссёр — Вия Блузма.

## Главные режиссёры и художественные руководители театра
- Мирдза Кемпе (1944—1947)
- Янис Жигурс (1947—1950)
- Арнольд Буровс (1950—1952, 1960—1964)
- Тина Херцберга (1955—1960, 1966—1973, 1990—1994)
- Арвидс Цепуритис (1974—1984)
- Херманис Паукшс (1984—1987)
- Владислав Богач (1988—1990)
- Марис Корыстин (1994—1999)
- Вия Блузма (с 1999 года)

## Избранные постановки
- 1946 — «Приключения Буратино» Яниса Жигурса по сказке Алексея Толстого
- 1946 — «Сказка о Гусляре» Эрика Адамсона
- 1948 — «Робинзон» Яниса Жигурса и Мирдзы Кемпе по роману Даниеля Дефо
- 1950 — «Тимур и его команда» по повести Аркадия Гайдара
- 1951 — «Волшебная лампа Аладдина» Нины Гернет по мотивам арабских сказок
- 1952 — «Чудесный клад» Павла Маляревского
- 1956 — «Волшебная птица Лолиты» Анны Бригадере
- 1957 — «Спридитис» Анны Бригадере
- 1959 — «По щучьему велению» Я. Тараховского по мотивам русских народных сказок
- 1960 — «Трёхгрошовая опера» Бертольта Брехта
- 1963 — «Четверо музыкантов» Бруно Саулитиса по сказке братьев Гримм
- 1964 — «Майя и Пайя» Анны Бригадере
- 1964 — «Дядя Мусор» С. Прокофьевой и В. Андриевич
- 1970 — «Рига гремит» Т. Люденса
- 1973 — «Макс и Мориц» В. Буша
- 1974 — «Швейк» Ярослава Гашека
- 1981 — «Три ведьминых тайны» Х. Паукштса
- 1982 — «Декамерон» Джованни Боккаччо
- 1986 — «Макбет» Уильяма Шекспира
- 1995 — «Белоснежка и семь гномов» братьев Гримм
- 1998 — «Золушка» Тамары Габбе
- 2000 — «Заячья банька» Вилиса Плудониса
- 2003 — «Золотая рыбка» по сказке А. С. Пушкина
- 2003 — «Ёжик в тумане» Сергея Козлова
- 2005 — «Маугли» Джозефа Редьярда Киплинга